# Henry Cejudo
Henry Carlos Cejudo, född 9 februari 1987 i Los Angeles, är en amerikansk före detta MMA-utövare och fristilsbrottare.

## Karriär

### Brottning
Cejudo tog OS-guld i bantamviktsbrottning 2008 i Peking. Han blev därmed den yngste amerikanen att vinna ett OS-guld i brottning.
Cejudo avslutade brottningskarriärer 2012 efter att ha misslyckats vid de amerikanska uttagningarna till OS i London 2012.

### MMA
År 2013 gjorde Cejudo sin debut i MMA och sedan 2014 tävlar han i organisationen Ultimate Fighting Championship där han den 4 augusti, 2018 blev mästare i flugvikt, och den 8 juni, 2019 vann han den vakanta bantamviktstiteln. Han är därmed den första personen att vinna både ett OS-guld och mästartitlar i olika viktklasser i UFC.
20 december 2019 meddelades det att Cejudo lämnat ifrån sig flugviktstiteln.

#### Drar sig tillbaka
Efter att ha försvarat sin bantamviktstiteln mot Dominick Cruz vid UFC 249 meddelade Cejudo i oktagonen efter matchen att han nu lägger handskarna på hyllan.